# Attikí Odós
Attikí Odós (en grec moderne : Αττική Οδός, en français : route de l’Attique) est un système autoroutier à péage en Grèce. Les autoroutes Attikí Odós forment les voies périphériques extérieures de la zone métropolitaine du Grand Athènes. La longueur totale des autoroutes est de 70 kilomètres,,,.

## Description
Le système Attikí Odós comprend les voies autoroutières suivantes :

## Tracé
| Route | Trajet                                       | Carte interactive |
| ----- | -------------------------------------------- | ----------------- |
| A6    | Eleusis - Aéroport international             |                   |
| A62   | Avenue Katecháki (en) - Pallíni              |                   |
| A621  | Avenue Doukíssis Plakentías - Agia Paraskevi |                   |
| A64   | Koropi - Aéroport international              |                   |
| A65   | Skaramangás - Áno Liósia                     |                   |